# Pierre Léval
Pierre Léval, né le 12 avril 1922 à Mélisey (Haute-Saône) et mort le 17 avril 2009 à Besançon (Doubs), est un homme politique français.

## Biographie
Suppléant de Jean-Jacques Beucler, il devient député un mois après l'entrée de ce dernier au gouvernement comme Secrétaire d’État auprès du ministre de la Défense. Député pendant onze mois, il siègera au sein du groupe des Réformateurs démocrates sociaux.